# Phascolosoma loricatum
Phascolosoma loricatum är en stjärnmaskart som först beskrevs av Jean Louis Armand de Quatrefages de Bréau 1865.  Phascolosoma loricatum ingår i släktet Phascolosoma och familjen Phascolosomatidae. Inga underarter finns listade i Catalogue of Life.